# Stockbridge, Wisconsin
Stockbridge là một làng thuộc quận Calumet, tiểu bang Wisconsin, Hoa Kỳ. Năm 2006, dân số của làng này là 649 người.